# برنامج جلوب
برنامج جلوب (بالإنجليزية: GLOBE Program)‏ إن كلمة GLOBE هي الأحرف الأولى من Global Learning and Observation for the Benefit of Environment والتي تعني بالعربية "التعلم والملاحظة العالمية لمنفعة البيئة". يعد برنامج Globe برنامجاً دولياً للبحث العلمي البيئي، وهو أيضا برنامج تعليمي لعلم البيئة. يتضمن برنامج Globe إيجاد فريق بحثي على نطاق العالم بأسره، وهو فريق يتكون من طلبة ومعلمين بالتعاون مع علماء في مجال البيئة وذلك في محاولة لتعلم المزيد عن كوكب الأرض من خلال جمع البيانات والمشاهدات التي يقوم بها الطالب .
يدخل ويستقبل طلاب Globe بياناتهم وبيانات المدارس الأخرى في أنحاء العالم من خلال شبكة الأنترنت. وتساعد القياسات التي يحصل عليها طلبة Globe العلماء المشاركين في برامج أبحاثهم البيئية، كما يستفيد الطلاب من بيانات طلاب المدارس الأخرى إضافة إلى بياناتهم في أجراء دراساتهم البيئية، ويعتبر برنامج Globe منتدى للطلبة حيث يمكنهم من الاتصال بأقرانهم حول العالم مما يزيد من فهمهم البيئي إضافة إلى التعرف على الثقافات المختلفة.
ينفذ برنامج Globe من خلال جهود مشتركة من وزارة الخارجية الأمريكية وبعض الوكالات الأمريكية المهتمة بشؤون البيئة بالاشتراك مع بعض دول العالم حيث يشترك في هذا البرنامج أكثر من 100 دولة تتضمن أكثر من 1.200 مدرسة، ويسهم فيه أكثر من مليون طالب وأكثر من 20.000 مدرس في مختلف أنحاء العالم.

## أهداف البرنامج
أ/ الطلاب:
1 ) تعلم القياسات العلمية الحقلية لكل من: المناخ، المياه، التربة، غطاء الأرض.
2 ) إدخال المعلومات العلمية في شبكة lnternet.
3 ) عمل الخرائط والجداول الإحصائية واستخدامها في مواقع الشبكة لتحليلها عالمياً.
4 ) التعاون العلمي مع العلماء وطلاب برنامج جلوب في أنحاء العالم.
ب/ المدرسون:
1 ) تدريب منفذي البرنامج في حلقات علمية متخصصة.
2 ) توفير إرشادات علمية للمدرسين مع وسائل علمية مساعدة.
3 ) الدعم المستمر من المكتب المساند للبرنامج، العلماء، شركاء برنامج جلوب.
4 ) الاتصال العلمي مع المدرسين والطلاب والعلماء في أنحاء العالم.

## عناصر البرنامج
المناخ:
- درجـة حــرارة الهــواء الآتية، والنهايــات العظمى . والصغرى اليومية لها
- السحب، سماكتها وانتشارها ونوعها.
- التسـاقط : الكميات اليومية للمطـر والثلج ودرجة حموضة الأمطار.
- الرطوبة النسبية .
- الأوزون .
- الذريرات الصلبة أو السـائلة المحمولة في الهواء ( إيروسول ) .
- الضغط البارومتري .

علم المياه / كيمياء المياه:
- قياس درجة حرارة المياه السطحية .
- معرفــة التركــيب الكيميــائي للمياه الســطحية : الحموضـة، الحالة القلوية، مقدار الأكسـجين الذائب بها، أمـلاح حامض النتريك، درجة الملوحة، قابلية التوصيل للتيار الكهربائي، شفافية المياه

دراسة التربة:
- رطوبة التربة .
- دراسة حرارة التربة .
- خصـائص التربـة من حيث بنيتها ولـونها وقوامها وتركيبها وكثافة حجمـها وتوزيعـها حسب كميتها ودرجة حموضتها وخصوبتها

غطاء الأرض ـ دراسات الأحياء:
- دراسة ( البيولوجيا ) الأحياء إحصائياً :

وتشمل مقاييس وإحصائيات عن مظاهر الحياة الطبيعية البحتة مثل :
- مدى ارتفاع الأجزاء ذات الأغصان من الغابة وغطاء الأرض وارتفاع الأشجار ومحيطها وتصنيفها .
- غطاء الأرض : دراسة العلاقة المتبادلة بين القياسات على الطبيعة وما تسجله أجهـزة الاستشـعار عن بعد من معلومات .

## وصلات خارجية
- الموقع الرسمي